# DEAN/ディーン
『DEAN/ディーン』（原題: James Dean）は、アメリカ合衆国で製作された2001年のテレビ映画。夭折した俳優ジェームズ・ディーンの没後50年を記念して製作された。

## キャスト
| 役名                     | 俳優                           | 日本語吹替 |
| ------------------------ | ------------------------------ | ---------- |
| ジェームズ・ディーン     | ジェームズ・フランコ           | 真殿光昭   |
| ウィントン・ディーン     | マイケル・モリアーティ         | 有本欽隆   |
| ピア・アンジェリ         | ヴァレンティナ・チェルヴィ     | 甲斐田裕子 |
| エリア・カザン           | エンリコ・コラントーニ         | 高瀬右光   |
| レイモンド・マッセイ     | エドワード・ハーマン           | 伊藤和晃   |
| ヘッダ・ホッパー         | ジョアン・リンヴィル           |            |
| ビリー・ローズ           | ジョン・プレシェット           |            |
| ニコラス・レイ           | バリー・プリマス               |            |
| ダニエル・マン           | デヴィッド・プローヴァル       |            |
| マーティン・ランドー     | サミュエル・グールド           |            |
| クリスティン・ホワイト   | エイミー・ライデル             |            |
| ジュリー・ハリス         | ウェンディ・ベンソン＝ランデス |            |
| ジェームズ・ホイットモア | デヴィッド・パーカー           |            |
| ジョージ・スティーヴンス | クレイグ・バーネット           |            |
| ジャック・L・ワーナー    | マーク・ライデル               |            |
| エマ・ディーン           | ペギー・マッケイ               |            |
| リー・ストラスバーグ     | ライル・ケスラー               |            |
| マリリン・モンロー       | ハリー・ビーヴォン             |            |
| ジュディ・ガーランド     | エリザベス・カーセル           |            |

吹替その他、広瀬未来、鍋田カホル、瀬尾恵子、大塚智則、安田将吾、菊地浩二、大橋佳野人、田中結子、庄司由季、船木真人、園部好德

## 受賞とノミネート
| 賞                               | 部門                                   | 候補                 | 結果       | 出典  |
| -------------------------------- | -------------------------------------- | -------------------- | ---------- | ----- |
| プライムタイム・エミー賞         | 作品賞（テレビ映画）                   | マーク・ライデル     | ノミネート |       |
| クリティクス・チョイス・アワード | 主演男優賞（テレビ映画）               | ジェームズ・フランコ | 受賞       | [ 1 ] |
| ゴールデングローブ賞             | 主演男優賞（ミニシリーズ・テレビ映画） | ジェームズ・フランコ | 受賞       | [ 2 ] |
| 全米映画俳優組合賞               | 男優賞テレビ映画・ミニシリーズ部門     | ジェームズ・フランコ | ノミネート | [ 3 ] |